# Popiołki (powiat łomżyński)
Popiołki – wieś w Polsce położona w województwie podlaskim, w powiecie łomżyńskim, w gminie Zbójna.
| SIMC    | Nazwa  | Rodzaj    |
| ------- | ------ | --------- |
| 0412501 | Posada | część wsi |

Wierni kościoła rzymskokatolickiego należą do parafii Matki Bożej Różańcowej w Kuziach.

## Historia
W latach 1921–1939 wieś leżała w województwie białostockim, w powiecie kolneńskim (od 1932 w powiecie ostrołęckim), w gminie Gawrychy.
Według Powszechnego Spisu Ludności z 1921 roku zamieszkiwało tu 237 osób w 45 budynkach mieszkalnych. Miejscowość należała do parafii rzymskokatolickiej w m. Kuzie. Podlegała pod Sąd Grodzki w Kolnie i Okręgowy w Łomży; właściwy urząd pocztowy mieścił się w m. Zbójna.
W wyniku agresji Niemiec we wrześniu 1939, miejscowość znalazła się pod okupacją niemiecką. Została włączona w skład III Rzeszy.
W latach 1975–1998 miejscowość administracyjnie należała do województwa łomżyńskiego.